# Лазарева, Елизавета Дмитриевна
Елизавета Дмитриевна Лазарева (род. 3 сентября 2002 года, Рязань) — российская футболистка, нападающий клуба «Зенит» (Санкт-Петербург). Выступала за сборную России. Мастер спорта, трехкратная чемпионка России.

## Биография
С 9 по 12 лет занималась тхэквондо и с 10 по 12 лет плаванием. С 13 лет стала заниматься футболом. Первые тренеры — Мария Брылева, Владимир Геннадьевич Спиридонов, В. В. Исайкин, В. В. Федулов.
Учится в Рязанском государственном университете по специальности «физкультура».

### Клубная
За «Рязань-ВДВ» дебютировала 4 мая 2018 года в матче чемпионата России против «Енисея», выйдя на замену на 87-й минуте вместо Натальи Осиповой.
22 мая забила свой первый гол в ворота ЖФК «Торпедо» (Ижевск) на 77-й минуте матча, спустя 10 минут после выхода на замену, была признана в данном матче лучшим игроком в своей команде и стала самым молодым бомбардиром сезона-2018 в Высшем дивизионе. Елизавета стала первой из воспитанниц рязанского футбола, сумевшей забить гол на высшем уровне.
12 сентября 2018 дебютировала в играх Лиги Чемпионов, выйдя на замену против команды «Русенгорд» (Швеция).
Чемпионка России 2018 года и финалистка Кубка России 2018 и 2019 годов в составе ЖФК «Рязань-ВДВ».
С 2021 года — игрок женской футбольной команды «Зенит» (Санкт-Петербург). Забила первый гол за «Зенит» в своём первом матче, 14 марта 2021 года против своего бывшего клуба «Рязань-ВДВ», после выхода на замену.
Бронзовый призёр чемпионата России 2021 года, Чемпион России 2022 и 2023 годов, обладательница Суперкубка 2023 года и финалистка Кубка России 2021, 2022 и 2023 годов в составе женской команды «Зенит» (Санкт-Петербург). Сезон 2024 пропустила из-за травмы.

### В сборной
За юниорскую сборную России дебютировала в Турнире УЕФА 12 мая 2017 года в матче против сборной Турции, выйдя на замену вместо Варвары Рубцовой на 73 минуте. 13 февраля 2018 забила свой первый гол за команду на Турнире развития УЕФА в ворота сборной Словакии в самом конце матча с пенальти и принесла победу сборной (3:2). 22 июля 2018 года оформила свой первый дубль в игре со сборной ЮАР на Спортивных играх БРИКС в Йоханнесбурге. Участник игр Элитных раундов ЧЕ U-17 в Израиле в марте 2018 года и в Сербии в марте 2019 года. Всего за команду этого возраста сыграла 24 матча, забив 6 голов.
За молодёжную сборную России дебютировала 27 августа 2019 года, выйдя в стартовом составе в товарищеском матче против сборной Венгрии. 8 октября 2019 года в отборочном матче с Италией забила единственный решающий гол, позволивший сборной России U-19 выйти в элитный раунд ЧЕ-2020 с 1-го места в группе.
Является игроком расширенного состава национальной сборной РФ, в 2021-2023 годах неоднократно вызывалась в сборную. В июне 2021 года в Испании в составе сборной участвовала в товарищеском матче со сборной региона Мурсии и забила гол.
В официальных играх сборной дебютировала в феврале 2022 года в Испании на «Кубке Пинотара», где участвовала в 2-х матчах и забила 2 гола.